# كريس وود
كريستوفر غرانت وود (بالإنجليزية: Christopher Grant Wood)‏ أو اختصاراً كريس وود، من مواليد 7 ديسمبر 1991، لاعب كرة قدم نيوزلندي.
يلعب مع نادي نوتينغهام فورست الإنجليزي.
بدأ باللعب مع منتخب نيوزيلندا لكرة القدم منذ عام 2009.

## روابط خارجية
- كريس وود على موقع الاتحاد الدولي (مؤرشف)  (الإنجليزية)
- كريس وود على موقع الاتحاد الأوربي (الإنجليزية)
- كريس وود على موقع قاعدة بيانات كرة القدم.إي يو (الإنجليزية)
- كريس وود على موقع ليكيب (الفرنسية)
- كريس وود على موقع ناشيونال فوتبول تيمز (الإنجليزية)
- كريس وود على موقع Soccerbase.com (لاعب) (الإنجليزية)
- كريس وود على موقع Soccerway.com (الإنجليزية)
- كريس وود على موقع عالم كرة القدم.نت (الإنجليزية)
- كريس وود على موقع كووورة
- كريس وود على موقع أوليمبيديا (الإنجليزية)